# Vacenovice
Vacenovice är en ort i Tjeckien.   Den ligger i regionen Södra Mähren, i den sydöstra delen av landet, 240 km sydost om huvudstaden Prag. Vacenovice ligger 202 meter över havet och antalet invånare är 2 157.
Terrängen runt Vacenovice är platt, och sluttar söderut. Runt Vacenovice är det ganska tätbefolkat, med 207 invånare per kvadratkilometer. Närmaste större samhälle är Hodonín, 11,1 km söder om Vacenovice. Trakten runt Vacenovice består till största delen av jordbruksmark.